# Rio funk
Rio funk (Baile funk, Favela funk; w Brazylii Funk albo Funk carioca) – gatunek hip-hopu, który powstał w latach 80. w Brazylii. Rozwinął się z amerykańskiego Miami bass. Teksty w tym gatunku dotyczą głównie seksu, pieniędzy, bogactwa, kobiet, narkotyków i przestępczości. 